# The Greater Good (Lost)
The Greater Good este un episod al serialului de televiziune Lost, sezonul 1.